# Iglica (Wrocław)
Iglica – stalowa iglica we Wrocławiu, w pobliżu Hali Stulecia (Ludowej), wzniesiona w 1948 z okazji Wystawy Ziem Odzyskanych (WZO); konstrukcja mierzy 90,3 metra (pierwotnie 106 metrów).

## Historia

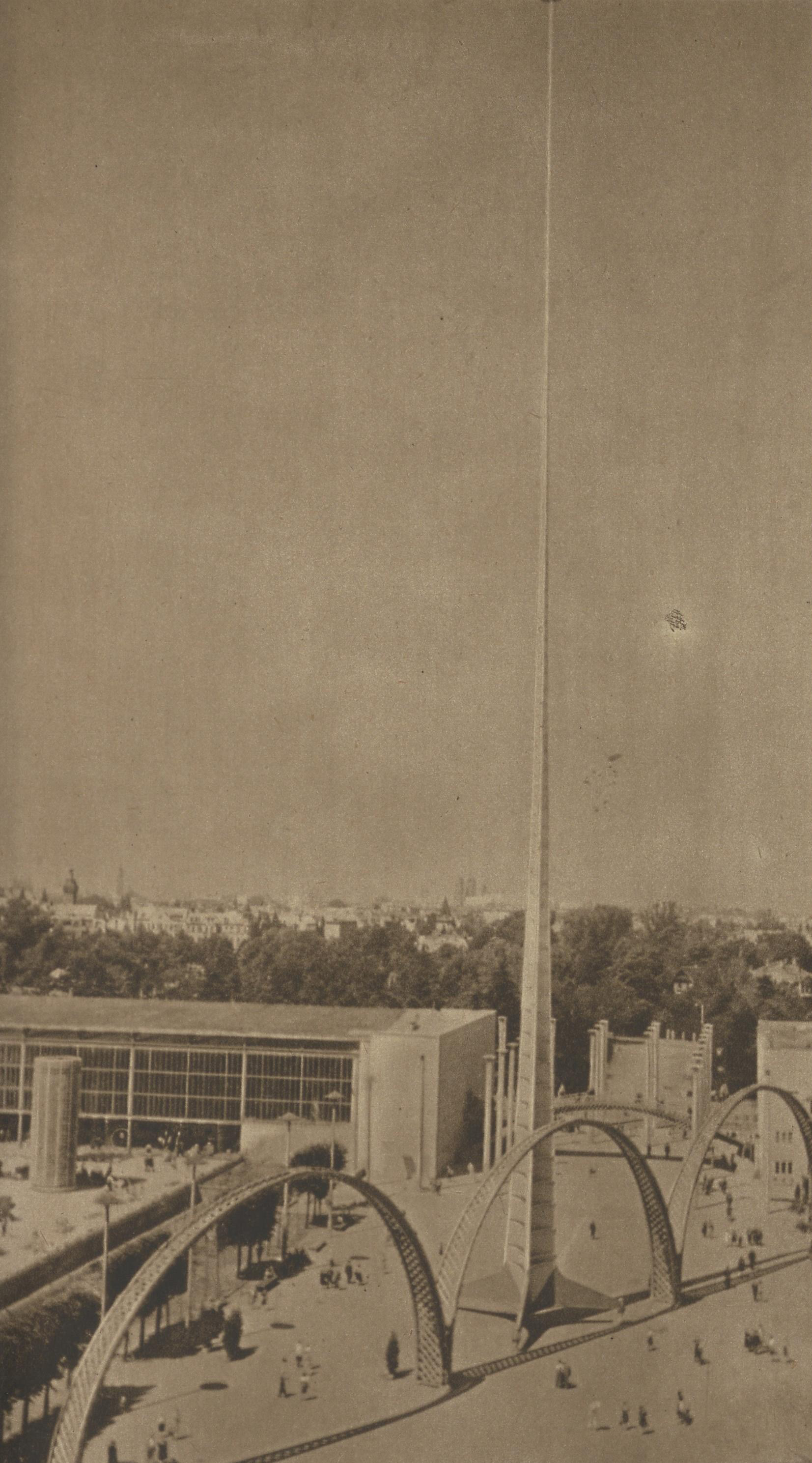
Iglica stojąca podczas Wystawy, rok 1948

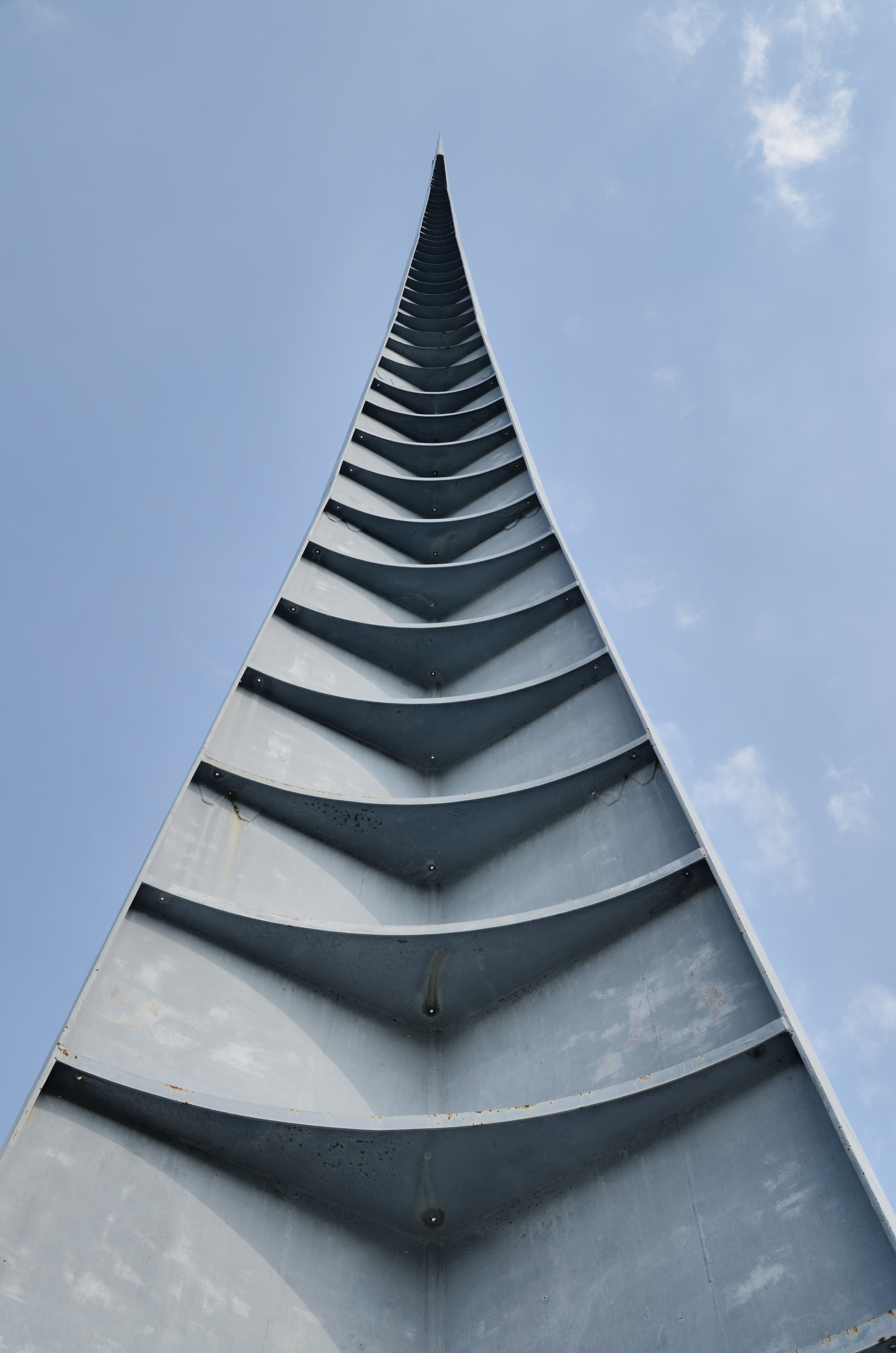
Żebrowana konstrukcja Iglicy

Czterdziestoczterotonową wieżę zaprojektował prof. inż. Stanisław Hempel, a wykonało przedsiębiorstwo „Mostostal”. Stalowa Iglica miała wymiar polityczny i symbolizowała odradzające się życie na Ziemiach Odzyskanych. Wsparta jest na trójnożnej podstawie przykręconej do zakotwiczonych głęboko w gruncie śrub z gwintem ćwierć metrowej średnicy, natomiast jej zwężający się ku górze pierwotnie dwunastosegmentowy korpus jest konstrukcją blachownicową. Ostatni, najwyższy segment zakończony był wspartą na czterocentymetrowej średnicy szpicy pokaźną, obracającą się (napędzaną silnikiem elektrycznym) tarczą przypominającą parasol z ośmioma lustrami, które w zamyśle projektantów, oświetlone z ziemi silnymi reflektorami, miały dawać nocą niezwykłe efekty świetlne.
Iglicę ustawiono 3 lipca 1948 roku. Tuż po ustawieniu Iglicy, jeszcze przed inauguracją pokazów świetlnych (wystawę uroczyście otwierano 22 lipca, czyli w największe wówczas ze świąt państwowych Święto Odrodzenia Polski), przechodząca nad Wrocławiem 20 lipca burza z piorunami zniszczyła lustrzaną konstrukcję zrzucając na ziemię kilka zwierciadeł i wygięła zakończenie Iglicy. Zagrażające w razie upadku na ziemię pozostałości systemu luster zdjęto wraz z końcowym odcinkiem masztu dopiero 12–13 października, po emocjonującej ówczesnych wrocławian brawurowej wspinaczce Wojciecha Niedziałka (studenta socjologii UJ) i Zbigniewa Jaworowskiego (studenta medycyny UJ), członków Klubu Wysokogórskiego Kraków. Zastosowali oni nieznaną wówczas jeszcze w Polsce technikę podciągową za pomocą lin i pętli stosowaną później powszechnie do pokonywania pionowych ścian 
(tzw. prusikowanie). Wspinaczka na szczyt iglicy trwała 24 godziny i 15 minut (częściowo w deszczu, w większości przy wietrze), a demontaż uszkodzonych elementów – kolejnych sześć godzin. Niedziałek i Jaworowski do przeprowadzenia tej operacji zgłosili się sami i za swoją pracę nie chcieli żadnego wynagrodzenia; władze miasta sfinansowały im tylko podróż oraz utrzymanie podczas przygotowań do akcji. Konstanty Turowski napisał o Iglicy w 1948: Znamy ją z kina i prasy. Przecież zrobiono jej dużą propagandę. Ma ona symbolizować twórczego ducha narodu. Stanowi niewątpliwie dużą oryginalność wystawy i budzi powszechne zainteresowanie. Propagandziści wystawy, a nawet fachowcy mówią, że iglica ta [...] to tryumf techniki polskiej.
W 1964 Iglicę położono poziomo w celu konserwacji oraz skrócenia jej czubka. Następną konserwację, również w pozycji leżącej, wykonano w kwietniu 1979, uszkadzając i skracając ją (bez dokumentacji) o dalsze 5 metrów, do 90,3 m. Kolejny raz położono konstrukcję w celu konserwacji 23 sierpnia 2016 roku. 
W czasie trwania stanu wojennego na Iglicę wspiął się śmiałek i zawiesił sztandar zdelegalizowanej organizacji NSZZ „Solidarność”.
10 maja 1997 roku na zlecenie P.P. Hala Ludowa „Wys-Eko” ZPU Roman Kałuża po raz pierwszy i jedyny w historii rozpoczęło malowanie stojącej „Iglicy”. Wejście na wierzchołek masztu rurowego o średnicy 4–5 cm zajęło Romanowi Kałuży ok. 4 godzin. Osobą asekurującą był Andrzej Sikora. Zdjęcia z prac opublikowano na polska-org.
W listopadzie 2007 Iglicę zamieniono w najwyższą w Europie choinkę bożonarodzeniową. 8 sierpnia 2008, w dniu otwarcia igrzysk olimpijskich w Pekinie, grupa członków stowarzyszenia „Młody Wrocław” na znak solidarności z prześladowanym przez władze Chin narodem tybetańskim zawiesiła na szczycie Iglicy flagę Tybetu. 15 kwietnia 2018 roku na Iglicę wszedł chropaczowianin Marcin Banot.
Wrocławska Iglica wraz z Halą Stulecia i wrocławskim ratuszem należy do najbardziej charakterystycznych obiektów architektonicznych miasta; jej żebrowana konstrukcja w mniej lub bardziej stylizowanej formie występuje w znakach firmowych licznych wrocławskich organizacji, a nazwa Iglica pojawia się w niemniej licznych nazwach wrocławskich firm.

## Mała Iglica
Drugą, znacznie mniejszą, zaprojektowaną przez wrocławskiego rzeźbiarza Adama Wyspiańskiego iglicę, stylizowaną na kształt płomienia bądź stalagmitu, ustawiono we Wrocławiu w 1996 jako centralny akcent placu Solnego.
Jako symbol pojawiła się w wielu imprezach masowych, m.in.:
- „O Złotą Iglicę” – turniej szachowy organizowany od 1985 r. przez MUKS MDK Śródmieście Wrocław,
- O „Złotą Iglicę” – plebiscyt na najlepszego dolnośląskiego artystę organizowany przez redakcję „Słowa Polskiego”.

## Pozostałe informacje
Sądzono, że Iglica ma 96 metrów wysokości, jednak po jej trzeciej konserwacji w 2016 roku jeszcze raz dokładnie ją zmierzono. Z pomiarów wynika, że Iglica ma obecnie dokładnie 90,3 metra. Prawdopodobnie 5,7 m iglicy zostało uszkodzone i odcięte w 1979 r., podczas jej drugiego remontu, o czym nie wiedziano. W czasie jej pierwszego remontu w 1965 r. odcięto jej szczyt wykonany z rury, która zardzewiała, przez co zmniejszono wysokość tej konstrukcji ze 106 do 96 m.